# Breathless (The Corrs)
Breathless è un singolo del gruppo musicale irlandese The Corrs, pubblicato il 3 luglio 2000 come primo estratto dal terzo album in studio In Blue.

## Descrizione
Il brano, scritto insieme al produttore e marito di Shania Twain Robert John "Mutt" Lange, è considerato uno dei brani più rappresentativi del gruppo, oltre ad essere senz'altro uno dei loro maggiori successi, responsabile di aver fatto conoscere i Corrs in tutto il mondo, essendo infatti riuscito ad entrare nelle classifiche dei singoli di quasi tutti i paesi in cui è stato commercializzato. Inoltre il brano è stato il primo (ed unico) numero uno dei Corrs nel Regno Unito. Il singolo è riuscito ad arrivare in vetta anche in Irlanda e Francia.

## Video musicale
Il video musicale, prodotto da Nina Dluhy per la A Band Apart e diretto da Nigel Dick, che si è avvalso della fotografia di Vance Burberry, del montaggio di Declan Whitebloom e della direzione artistica di Liz Kay, è stato trasmesso per la prima volta nella settimana del 21 agosto 2000, e vede il gruppo esibirsi in un piccolo aeroporto privato, nei pressi dell'aereo da cui sono sbarcati e davanti ad un improbabile pubblico, formato esclusivamente da biker. Il video è stato nominato ai Billboard Awards nel 2000.

## Tracce
1. Breathless (Album Version)
2. Head in the Air (Non-album track)
3. Judy (Non-album track)

"Judy" non era inclusa nel disco. Invece "Head in the Air" è stata usata anche su Canale 5 in un servizio del TG5 per pubblicizzare l'album del gruppo irlandese, mentre "Breathless" è stata usata sempre sulla stessa rete ammiraglia di Mediaset per i promo del Grande Fratello.

## Classifiche

### Classifica italiana
| Posizione | 5 | 8 | 6 | 4 | 2 | 7 | 11 | 3 | 3 | 2 | 7 | 7 | 4 | 9 | 11 | 17 | 19 | 18 |

### Classifiche internazionali
| Chart                                   | Peak position |
| --------------------------------------- | ------------- |
| Australia                               | 6             |
| Austria                                 | 10            |
| Francia                                 | 26            |
| Irlanda                                 | 3             |
| Italia                                  | 2             |
| Nuova Zelanda                           | 3             |
| Spagna                                  | 1             |
| Svezia                                  | 5             |
| Svizzera                                | 15            |
| Regno Unito                             | 1             |
| Stati Uniti d'America Billboard Hot 100 | 30            |
| U.S.A. Billboard Hot Adult Contemporary | 14            |